# Calochortus nuttallii
Calochortus nuttallii är en liljeväxtart som beskrevs av John Torrey. Calochortus nuttallii ingår i släktet Calochortus och familjen liljeväxter. Inga underarter finns listade.

## Bildgalleri

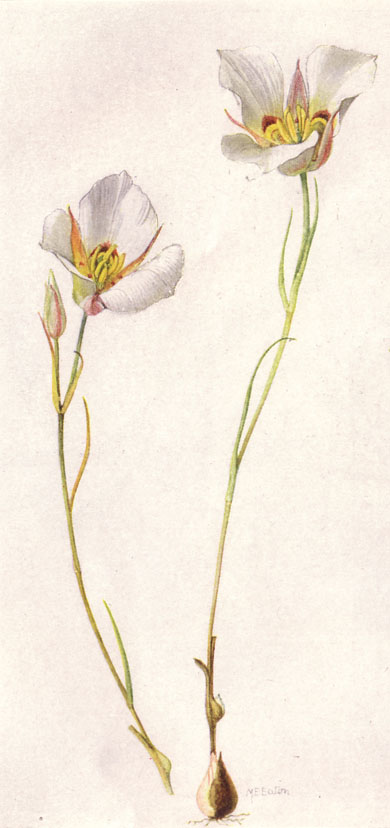
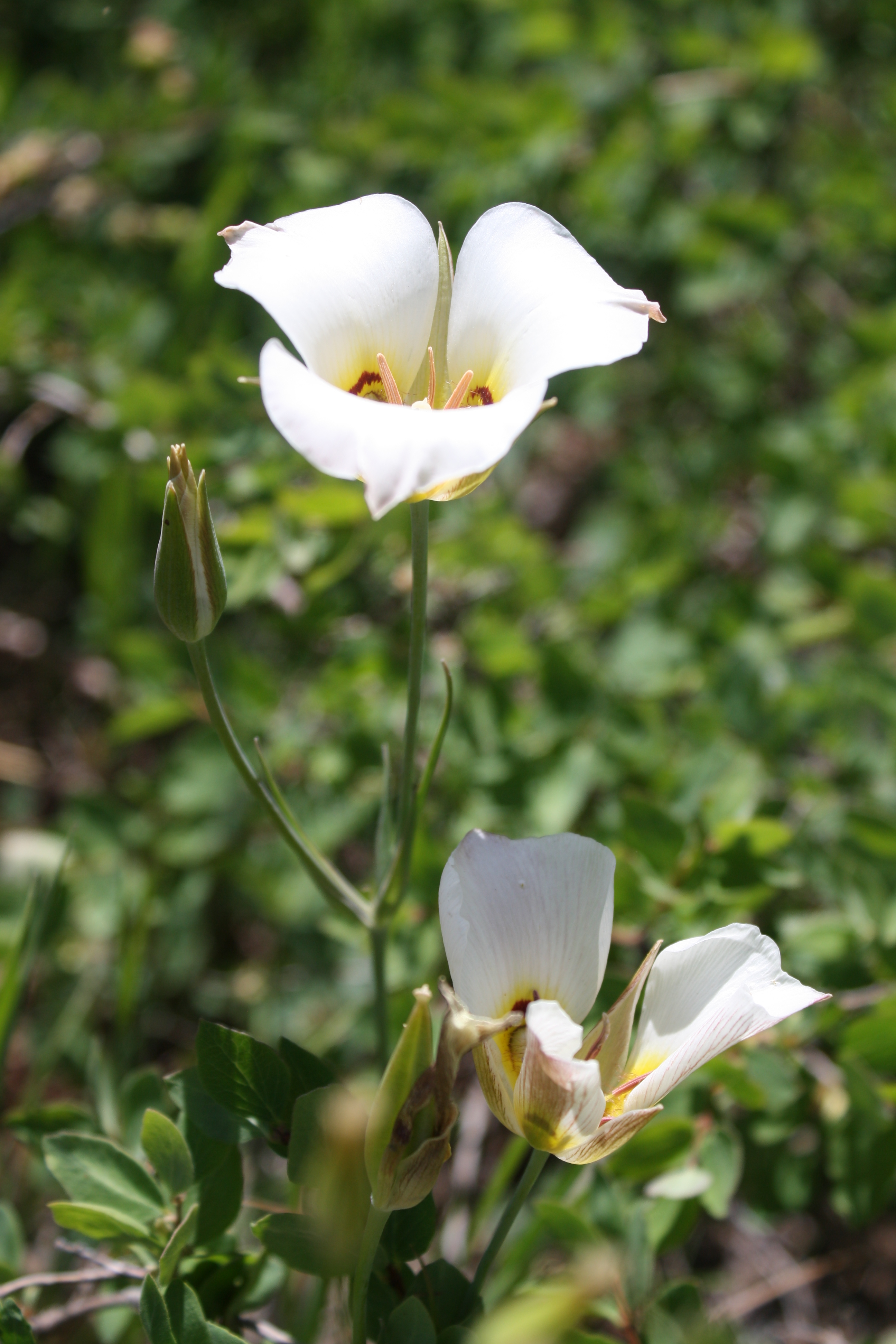